# 五車五
五車五 （來自拉丁化的名稱為"βeta Tauri"，縮寫為"Beta Tau"或"β Tau"），正式名稱為Elnath（發音為/ɛlnæθ/或/ˈɛlnæθ/），為金牛座第二亮星，視星等為1.65等。它距離地球134光年，是一顆化學性質特殊的B7巨星。

## 命名法

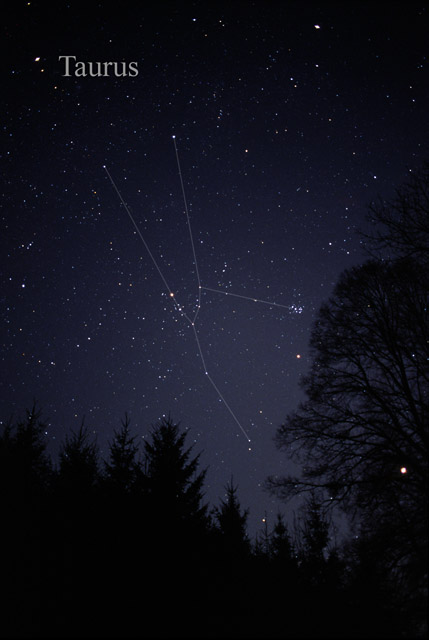
金牛座的照片

這顆恆星因為位於金牛座與御夫座的邊界，所以在拜耳命名法中曾有兩個名稱：金牛座β（拉丁化為Beta Tauri）和御夫座γ （拉丁化為Gamma Aurigae）。托勒密認為這顆恆星由御夫座和金牛座共用，所以約翰·拜耳在兩個星座中都為它指定了一個名稱。當現代星座邊界在1930年被確定時，御夫座γ的名稱基本上已不再使用。
傳統名稱"Elnath"，與"El Nath"或"Alnath"不同，它來自阿拉伯語單詞"النطح""an-naţħ"，意思是「對接」（即公牛的角）。與許多其他阿拉伯星名一樣，文字"ال"字面上音譯為"el"，但在阿拉伯語發音中，它絕大多數被同化為"n"，這意味著它被省略了。2016年，國際天文學聯合會組織了IAU恆星名稱工作組（WGSN）對恆星的專有名稱進行編目和標準化。WGSN在2016年7月發佈的第一份公告包括WGSN批准的前兩批名稱的表格；其中確認這顆恆星專屬的名稱為"Elnath"。
在中國，五車的意思為「五輛戰車」，指由金牛座β、御夫座ι、御夫座α、御夫座β和御夫座θ組成的星官。因此，金牛座β的中國名稱是五車五 （；英語：。）。

## 物理特性
五車五的絕對星等是-1.34，類似金牛座的另一顆恆星，在疏散星團昴宿星團中的昴宿四。與昴宿四相同，五車五是一顆B型的巨星，光度為太陽的700倍（L☉）。它已經演化成比在主序帶時更大、但溫度更低的巨星 。然而，與昴宿四360年的距離比較，五車五的距離只有130光年，是金牛座第二亮的恆星。
它是一顆汞-錳星，一種化學性質奇特的非磁性恆星，其光譜的特徵顯示一些重元素的量異常的多。相較於太陽，五車五以富含錳，但鈣和鎂的量很少而聞名。然而，缺乏強烈的汞特徵，加上矽和鉻的含量特別高，導致一些學者給出了其它分類，包括做為"SrCrEu星"甚至Ap星。它的邊緣變暗角直徑測量值為1.090±0.076 mas。在41.1 pc的距離處，這對應於4.82±0.34 太陽半徑的線性半徑
位於銀河系窄平面的南緣在反銀心以西幾度處，五車五β成為許多銀河南側星雲和星團的前景天體，例如M36、M37和M38。它位於黃道以北5.39度，足以被月球遮蔽，但發生的機率並不高。當月球的升交點靠近春分點時，才會發生這種掩星；例如2007年。因為五車五位於月球掩星區的北部邊緣，所以大多數只在南半球可見。當年發生14次，台灣地區僅能見9月4日晚間發生的那一次，南加利福尼亞可以看見8月8日的那一次。

## 伴星
從我們的角度來看，五車五有一顆微弱的恆星在非常接近的角距離上。天文學家在觀測指南上提到這是一對雙星。可見的伴星BD + 28°795B在位置角239度之處，距離僅33.4角秒（"）。在尋找棕矮星和行星伴星時，已經發現六顆角度更近，甚至更暗淡的恆星 – 這些恆星都被認為是背景天體。
在月球掩星的測量中報告了一個非常接近的同伴：0.1″，但未得到其他觀察者的證實。徑向速度測量表明，五車五是單線光譜聯星，但沒有關於伴星或軌道的公開資訊。

## 外部連結
- Jim Kaler's Stars: Elnath
- NASA Astronomy Picture of the Day: Image of Elnath (2010-03-05)
- 每日一天文圖：2010年3月5日 （页面存档备份，存于）